# Sergei Pawlowitsch Zekow

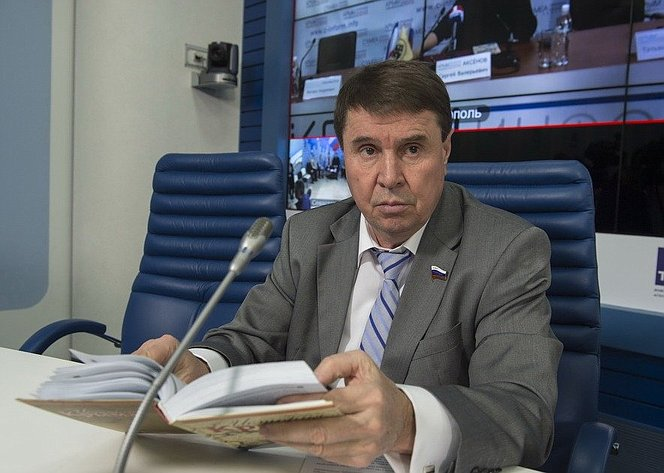
Sergei Zekow (2014)

Sergei Pawlowitsch Zekow (russisch Сергей Павлович Цеков; * 28. September 1953 in Simferopol) ist ein russischer Politiker. Er war bis zum Überlaufen zur Russischen Föderation im Februar 2014 ein Politiker der Ukraine. Er ist Angehöriger des Parlaments der Autonomen Republik Krim. Von Mai 1994 bis Juli 1995 war er Vorsitzender des Obersten Rates, dem Parlament der Krim. Zekow war an der Organisation des ungültigen Referendums über den Status der Krim am 16. März 2014 maßgeblich beteiligt und vertritt seit April 2014 die Republik Krim im Föderationsrat.

## Leben
Zekow schloss 1977 sein Medizinstudium ab und arbeitete im Anschluss als Chirurg. Später hatte er verschiedene politische Ämter im Krimparlament inne. Wegen seiner Rolle bei der völkerrechtswidrigen russischen Annexion der Krim setzten die Europäische Union und die USA Zekow im April 2014 auf eine Sanktionsliste. Er unterliegt damit einem Einreiseverbot und einer Vermögenssperre.
Zekow ist verheiratet und hat einen Sohn.

## Auszeichnungen

### Ukraine
- 2008 – Verdienter Arbeiter der lokalen Selbstverwaltung in der Autonomen Republik Krim
- 2013 – Ehrenauszeichnung der Autonomen Republik Krim „Für die Pflichttreue“

### Russische Föderation
- 2009 – Orden der Freundschaft[3]
- 2014 – Orden der Ehre[4]